# Anacleto Milani
Padre Anacleto Maria Milani O.S.M. (Castello di Godego, 25 aprile 1883 – Isola Vicentina, 6 febbraio 1952) è stato un presbitero italiano dell'Ordine dei Servi di Maria.
Come parroco e sindaco di Follina, durante la prima guerra mondiale difese con eroico coraggio i cittadini dalle rapine e violenze degli invasori; con spirito cristiano seppe anche prendersi cura dei nemici ammalati e abbandonati. Fu per tutti il "Buon Pastore".

## Biografia
Padre Anacleto Maria Milani nacque il 25 aprile 1883 a Castello di Godego (Treviso). I suoi genitori, Luigi e Giovanna Filippin, erano coltivatori mezzadri. Apprezzati dal proprietario del fondo, questi cedette loro una parte delle sue terre per la loro fedeltà durante la grande guerra. Anacleto era il primogenito di 10 figli e conobbe un'infanzia segnata da mortalità infantile. Aveva appena 4 anni quando la sorella secondogenita moriva a 20 mesi. A 9 anni perdeva un'altra sorella di 5 anni. A 11 anni moriva un fratello di 8 mesi e a 12 anni perdeva un altro fratello di 5 anni. È difficile conoscere tutte le conseguenze di un'infanzia turbata da morti così frequenti, ma si può affermare che il giovane Milani, divenuto sacerdote, ebbe una preoccupazione particolare per i bambini e gli ammalati. L'asilo, l'orfanotrofio, l'ospedale sono le opere alle quali rimase legato per tutta la vita.
Assicuratosi che il fratello minore superasse i 5 anni per poter dare la possibilità di successione alla famiglia, Anacleto entrò a 18 anni tra i Servi di Maria del Santuario di Monte Berico (Vicenza). Compì il noviziato a Saluzzo (Cuneo), gli studi superiori a Firenze, la filosofia e teologia a Roma nel Collegio Urbano di Propaganda Fide. Il 6 giugno 1909 venne ordinato sacerdote. Praticò, per 2 anni, il ministero sacerdotale a Monte Berico, accanto a padre Alfonso Novella, per tanti anni benemerito priore e rettore del Santuario. Fu in seguito a Saluzzo come educatore dei giovani e come insegnante in un collegio privato e prestò la sua opera di sacerdote anche nelle carceri del luogo.

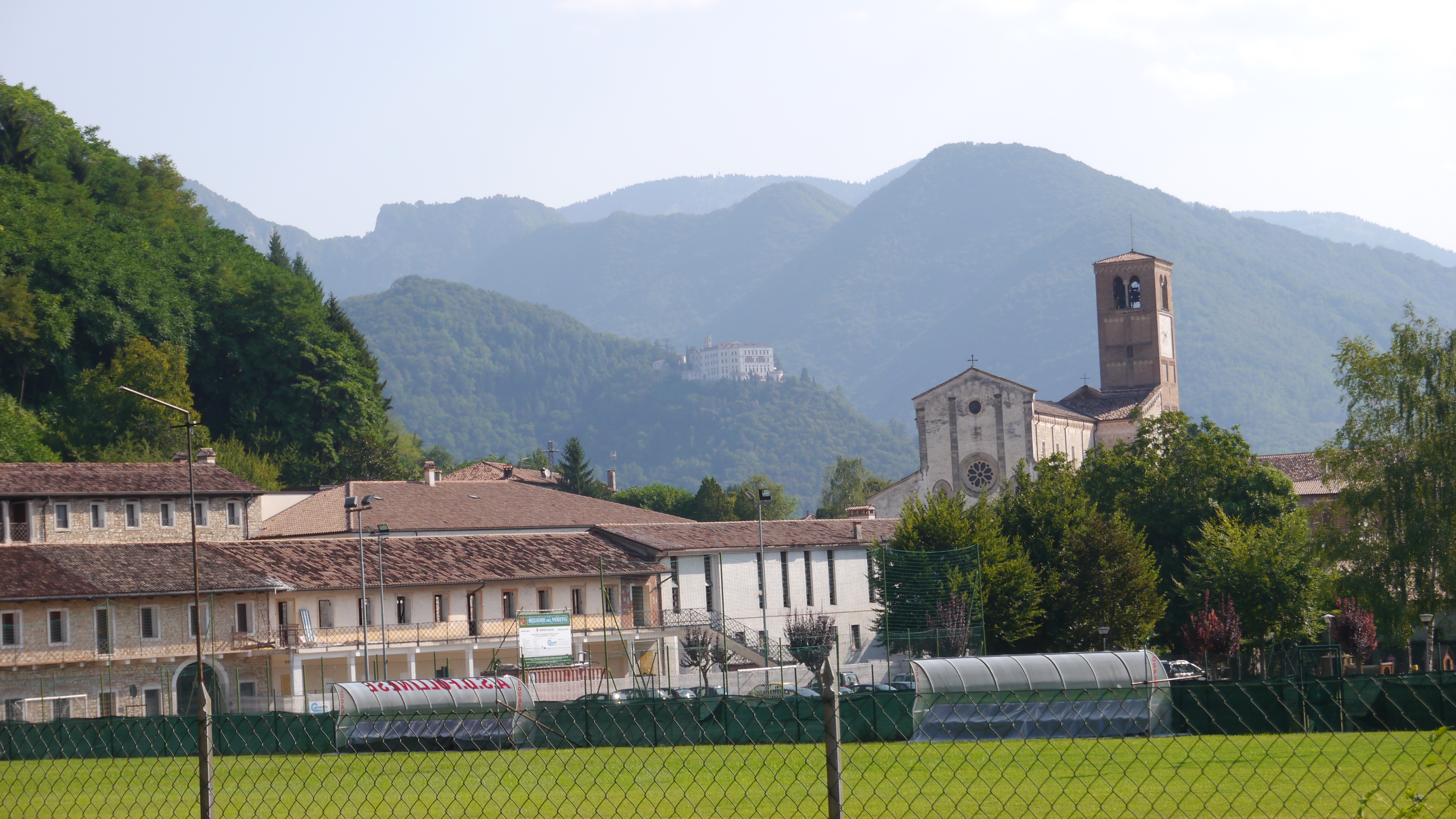
Follina : collegio S. Giuseppe, Basilica, castello Brandolini

Il 15 dicembre 1914 venne nominato parroco e rettore dell'Abbazia di Santa Maria di Follina. Fu qui che padre Milani, durante l'occupazione austro-ungarica, «rappresentò per tutta la popolazione affamata e disperata la vera immagine del Buon Pastore, pronto a difenderla di fronte al nemico con estremo coraggio, rasentando in alcuni momenti l'eroismo». Nel luglio 1925 si stabilì a Monte Berico, come rettore del Santuario, nel periodo del quinto centenario delle Apparizioni (1426-1428). Nell'ottobre del 1928 venne nominato primo parroco nella riaperta Chiesa di Sant'Elena a Venezia. Anche lì si dedicò al restauro dell'antica Abbazia Olivetana. Nel maggio del 1932 fu nominato consultore generale dell'Ordine. Si stabilì allora a Roma dove venne eletto priore del convento e rettore della Chiesa di San Marcello al Corso. Nel 1950 si ritirò nel convento di Santa Maria del Cengio a Isola Vicentina (Vicenza), dove si spense il 6 febbraio 1952.

### Follina: Abbazia di Santa Maria 1915-1925

#### I Servi di Maria a Follina

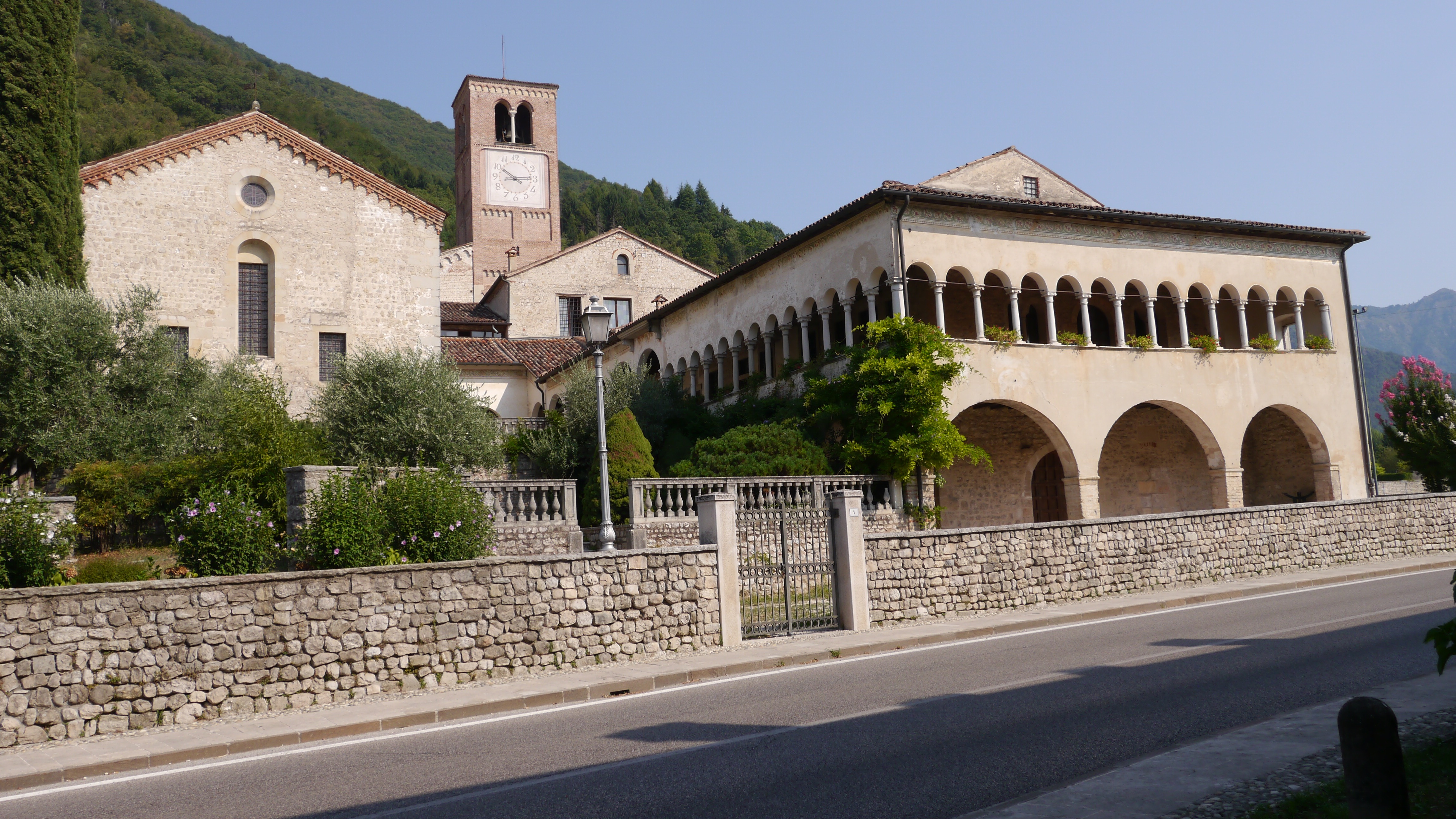
Chiostrino dell'Abate XVI s.

Il 15 dicembre 1914 venne stipulata a Roma tra il vescovo di Ceneda (ora Diocesi di Vittorio Veneto) monsignor Rodolfo Caroli e padre Alessio M. Lépicier, priore generale dell'Ordine dei Servi di Maria, la convenzione con la quale il vescovo cedette la parrocchia di Follina ai Servi di Maria, i quali s'impegnarono ad assicurarvi l'assistenza spirituale per mezzo di un parroco. Il 22 gennaio 1915 giunsero in paese padre Anacleto Maria Milani e fra Giacomo Vezzaro. Due anni dopo, nel momento di maggior impegno per i Servi di Maria a Follina, la comunità servitana si componeva di padre Milani, priore e parroco, di padre Gioachino Rossetto, cappellano, di fra Bonifacio Oscar e dell'aspirante Mario Todero. Appena arrivati, i frati alloggiarono nel "Chiostrino dell'Abate" perché il resto del complesso abbaziale era in decadimento: il convento trasformato in abitazioni private, il chiostro adibito a orto e pollaio, la chiesa in completo disordine e la parrocchia da riorganizzare

#### Opere umanitarie
In una relazione conservata presso l'archivio conventuale di Follina, intitolata Anche i sassi a Follina parlano di Padre Milani, sono ricordate le opere di carità realizzate in paese da padre Milani e i suoi principali interventi durante l'anno dell'invasione. Nel 1917 istituì l'asilo-orfanotrofio all'interno del Palazzo Barberis e lo affidò alle suore Mantellate Serve di Maria di Pistoia. Nel settembre 1923 si registrarono 70 bambini nell'asilo e 175 fanciulli nell'orfanotrofio. In alcuni locali adiacenti venne organizzato un ricovero-ospedale per persone anziane e invalide sia del paese che profughe, sottraendole alla fame e alle malattie. Entrambe le strutture furono essenziali durante e dopo la guerra, tant'è che l'orfanotrofio chiuse i battenti solo nel 1976. L'istituzione dell'ospedale permise inoltre di preservare lo stabile storico, che altrimenti sarebbe stato distrutto dai soldati per ricavarne materiale di reimpiego. All'assistenza provvidero ventiquattro Suore Maestre di Santa Dorotea dell'Istituto Farina di Valdobbiadene, precedentemente infermiere presso il manicomio femminile e in quel momento profughe ospitate nell'asilo. Un'altra opera a beneficio dei parrocchiani di Follina fu l'ampliamento del camposanto. La superficie del cimitero allora esistente fu quadruplicata perché insufficiente e abbellita da una doppia fila di portici e dalla costruzione della cappella.

#### L'invasione austro-ungarica
Dopo la disfatta di Caporetto del 26 ottobre 1917 e le ingenti perdite di soldati, vennero chiamati alle armi tutti gli uomini dai quindici ai sessant'anni delle province di Udine, Belluno, Treviso e Venezia. Le autorità civili di molti paesi invasi dovettero fuggire. L'allora sindaco di Follina, il cavalier Giovanni Battista Bianchi, prima di andarsene consegnò a padre Milani le chiavi e il timbro del Municipio. Il 12 novembre 1917 il parroco venne eletto sindaco alla presenza dei soldati tedeschi, giunti a Follina la sera del 9 novembre 1917. Subito padre Milani si attivò per proteggere le riserve di cibo del paese dalla rapina dei soldati e fece dichiarare immuni ed inviolabili l'asilo e la canonica, nella quale aveva preso alloggio, sorvegliando ogni mossa dei frati, il capitano Mlacker.
Con l'arrivo dei primi soldati invasori cominciarono le requisizioni e i furti di viveri e di ogni cosa utile nelle case del paese. In poche ore vennero portati via cavalli, biciclette e rotabili d'ogni genere. Le case dei contadini furono completamente saccheggiate: mucche, maiali, pecore, granoturco, frumento, patate, vino, biancheria, vestiti. L'ufficio postale e i negozi vennero forzati per essere razziati. Venne pubblicato un ordine di requisizione di generi alimentari, biancheria, lane eccetera. Nonostante le violenze, il 22 novembre 1917 padre Milani riuscì ad ottenere il permesso di raggruppare dodici vacche per provvedere al latte per i bambini. Ottenne inoltre dall'autorità militare che altre trenta mucche fossero tolte ai proprietari e raccolte in un'unica stalla presso la casa canonica per lo stesso scopo. Con le mucche fu raccolto anche il fieno rimasto dopo le rapine. Con i proprietari venne stipulata una convenzione: avrebbero conservato il diritto di proprietà sui loro bovini, rinunciando temporaneamente a disporne, così anche per il fieno raccolto appositamente. Ogni proprietario poté avere ogni giorno mezzo litro di latte per ognuna delle proprie vacche, impegnandosi a provvedere a strame, erba o fieno necessari.
Nel dicembre del 1917 il sindaco-parroco riuscì a far funzionare regolarmente le scuole elementari comunali, poste in asilo e in convento. Costrinse inoltre le autorità militari a riconoscere le insegnanti, per ottenere la loro razione di viveri. Così fece anche per il segretario comunale, per gli interpreti, il becchino e le suore infermiere. Della fine dell'anno è una sua annotazione in merito ai viveri preservati: «Partiti i principali del paese e con questi il signor sindaco e il signor segretario, anche per preghiera dello stesso signor sindaco, il sottoscritto padre Anacleto Maria Milani ha cercato di tener l'ordine in paese e di fare in modo che quel poco di magazzino che si trovava in municipio non andasse, per il passaggio delle truppe italiane prima, austriache poi, distrutto, ma venisse invece distribuito equamente in paese. Intanto, però, dal Comune di Miane sono venuti due o tre volte a prender del granoturco; nelle canoniche di Valmareno e di Farrò venne condotto parte di detto deposito; il resto fu condotto nella canonica di Follina e nel locale dell'asilo infantile. Dalle varie distribuzioni seguite si ricavò un capitale di L. 1.813,00; parte poi della soprannominata riserva di viveri fu presa dai Comandi Militari; parte ancora si conserva e verrà distribuita alla popolazione, oppure servirà per i bambini che nel locale asilo riceveranno la refezione». Sempre sul finire dell'anno il Comando militare consegnò al parroco, in favore dei poveri, il denaro riscosso dalle multe.
Con l'inizio dell'anno 1918, a Follina ci fu il cambio del Comando militare austro-ungarico di stazione. Il VI Corpo d'Armata, presente in paese dal precedente 9 novembre, venne sostituito dal II Corpo d'Armata. Il parroco riuscì a farsi confermare dal nuovo comandante la razione per le suore infermiere e per gli ammalati dell'ospedale. Venne infine assicurata l'assistenza con distribuzione razionale di viveri ai civili presso l'ex teatro.
Anche con il nuovo Comando continuarono espropri e proibizioni ai cittadini. Il 27 gennaio 1918 il Comando militare dispose: «I borghesi possono uscire di casa dalle 6 antimeridiane fino alle 6 pomeridiane; per uscire da Follina bisogna avere il passaporto». Inoltre, proibì severamente «le conferenze e le riunioni». Quest'ultima decisione fu il riconoscimento implicito della capacità amministrativa di padre Milani, in seguito al tentativo da parte di alcuni follinesi di nominare un nuovo sindaco. Il 24 maggio 1918 il Comando fece togliere anche le campane dal campanile. Questo a seguito di un'ordinanza del governo austriaco. Il sindaco-parroco riuscì però a far lasciare almeno la più piccola delle quattro campane presenti a Follina.

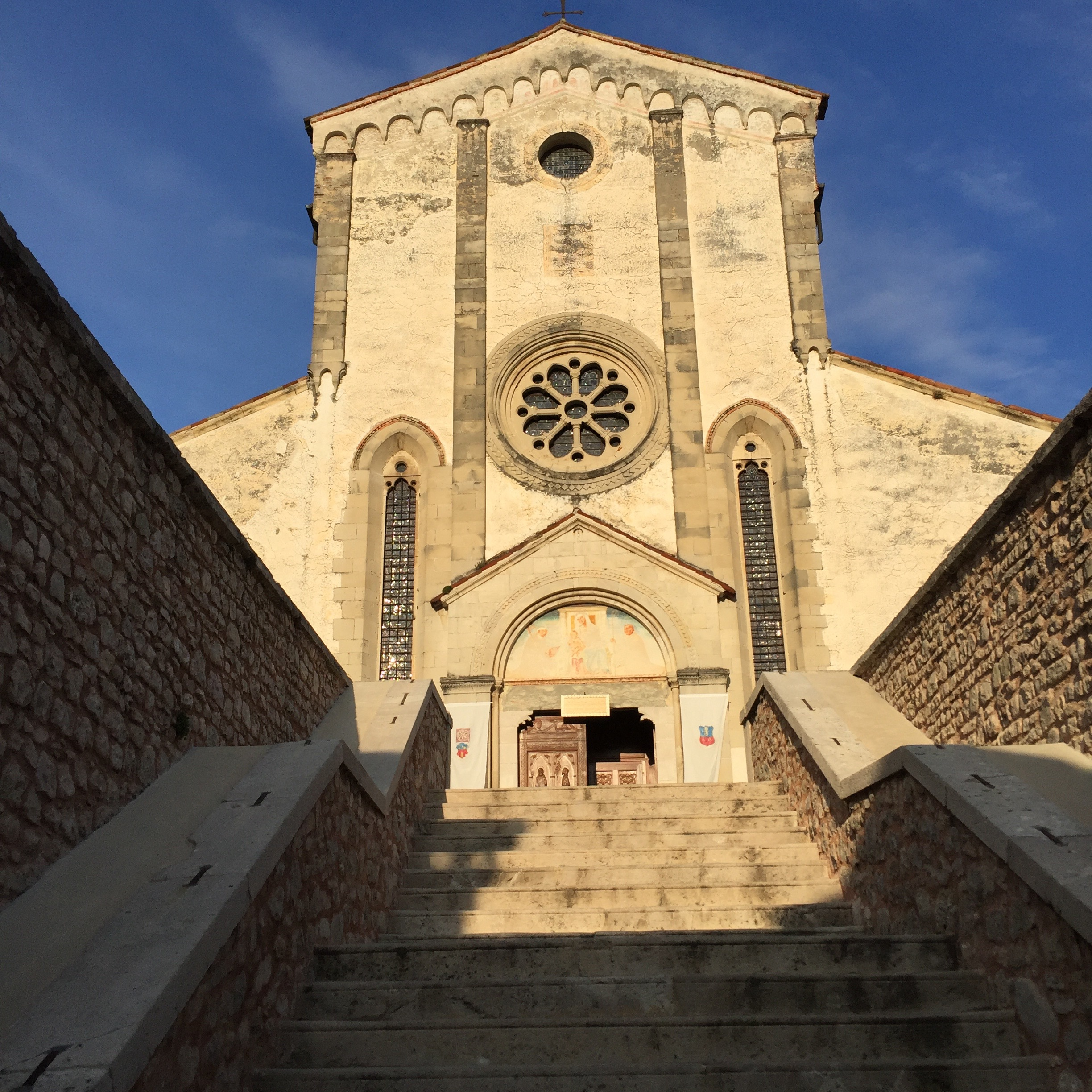
Basilica cistercense del XIII s.

Il 9 luglio 1918 ottenne nuovamente dei viveri scrivendo una lettera accorata al generale comandante austriaco: gli venne consegnato un quintale di farina per la popolazione, che era di circa millecinquecento persone tra paesani e profughi. La gente non poteva raccogliere il grano dei propri campi ed anche i soldati pativano la fame. Il 5 agosto fece restituire ai follinesi i paioli di rame appena requisiti. Il 14 settembre impedì nuovamente la distruzione per recupero di materiale del Palazzo Barberis. Due giorni dopo liberò due donne costrette ai lavori forzati perché scoperte a trasportare granoturco. Il 15 ottobre si recò a Pieve di Soligo per prendere con sé l'arciprete e un chierico, accusati di complicità nella caduta di una granata sulla cancelleria del Comando di zona.
Domenica 27 ottobre 1918 ebbe inizio la ritirata dei soldati austro-ungarici. Nel pomeriggio cadde la prima delle seicentosessanta granate che colpirono Follina. La seconda cadde sulla strada principale, colpendo i cariaggi in ritirata, uccidendo uomini e cavalli e distruggendo carretti. Il bombardamento continuò anche il giorno seguente e la mattina del 29 ottobre la popolazione vide i gravi danni provocati alla chiesa da una delle granate. Un proiettile di grosso calibro, dopo aver sfondato parte del tetto della navata centrale, era esploso all'interno della chiesa contro il muro, provocando uno squarcio e facendo crollare il pesante soffitto a cassettoni, il tetto della navata centrale e parte delle volte a crociera della navata laterale nord. L'organo e l'orchestra furono completamente distrutti. Notevoli danni subirono gli altari, le balaustrate e il pulpito e tutte le finestre si infransero. Anche il pavimento, a causa della caduta delle macerie venne danneggiato ed in gran parte distrutto.

#### Liberazione e ricostruzione

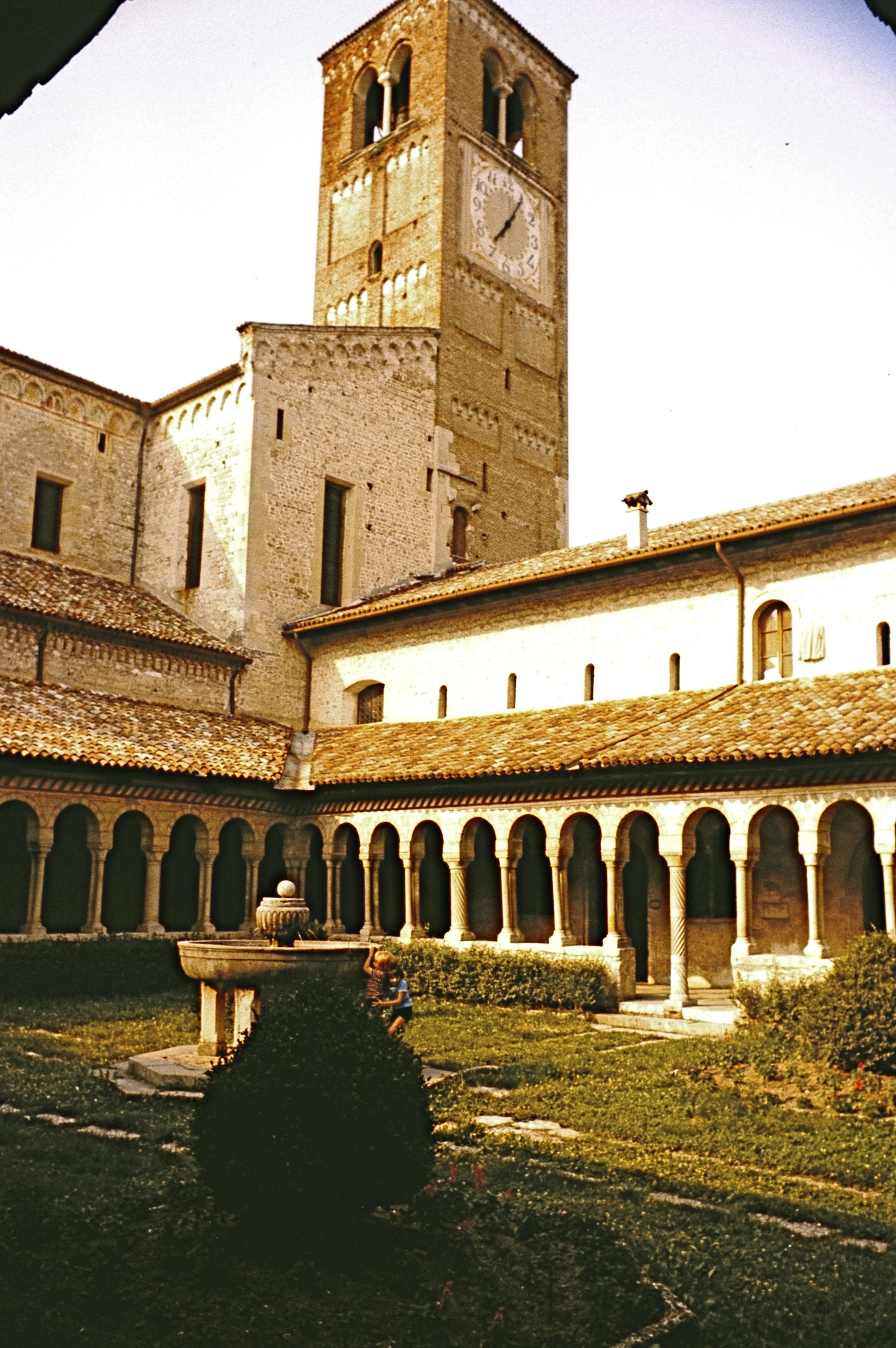
Chiostro del complesso abbaziale cistercense di Follina

Nel pomeriggio del 29 ottobre 1918 gli austriaci fecero partire a piedi dall'ospedale militare tutti i ricoverati ancora abili a camminare. Gli altri, circa quattrocento malati e feriti non autosufficienti, vennero abbandonati. Intervenne allora padre Milani che, con l'aiuto di suore, infermiere ed altre generose persone, procurò assistenza a quegli infermi, che furono poi trasferiti in ospedali militari italiani. Un raro esempio di carità cristiana: soccorrere quelle stesse persone che, nei giorni e mesi precedenti, avevano causato tante sofferenze ai follinesi. A qualche ora dalla ritirata degli austriaci, la sera dello stesso giorno giunsero a Follina i primi soldati italiani: il tenente degli arditi Mario Massei ed un altro tenente con alcuni soldati perlustrarono il paese. Avendolo trovato libero dal nemico avvertirono il Comando e chiesero che cessasse il bombardamento. In quei giorni, nonostante l'attacco prolungato, nessuno dei follinesi venne colpito.
Il 3 novembre 1918, in seguito alla battaglia di Vittorio Veneto, presso Villa Giusti venne firmato l'armistizio fra l'Impero austro-ungarico ed il Regno d'Italia. In quegli stessi giorni, l'ex sindaco di Follina ritornò in paese riassumendo la sua carica. Pochi giorni dopo padre Anacleto si ammalò gravemente fino ad essere in pericolo di vita e non poté partecipare ai festeggiamenti per la vittoria. Fu però sempre lui, una volta ripresosi, a volere il restauro del complesso abbaziale cistercense di Follina, che iniziò il 3 gennaio 1919. I lavori furono posti sotto la diretta sorveglianza dell'ingegnere Ferdinando Forlati della Commissione per la conservazione dei monumenti. L'8 giugno 1920 padre Milani fece riportare e nuovamente suonare le campane in paese. Sempre sotto di lui la chiesa di Santa Maria di Follina venne elevata a Basilica minore il 10 agosto 1921. Il 25 settembre dello stesso anno riuscì a far incoronare solennemente la statua miracolosa della Madonna, la cui approvazione della Santa Sede era già stata da lui ottenuta durante la guerra.
Per il suo esemplare operato durante e dopo il conflitto, un Regio Decreto del 19 maggio 1920 conferì a padre Anacleto Maria Milani l'onorificenza di "Cavaliere della Corona d'Italia" e successivamente quella di "Ufficiale dell'Ordine della Corona d'Italia”. Lasciò Follina il 26 aprile 1924 per prendere possesso del rettorato della Basilica di Monte Berico, mantenendo però l'incarico di priore e parroco fino al luglio del 1925. Anche dopo la sua partenza continuò a ritornare in paese e ad interessarsi dell'asilo-orfanotrofio.

#### La fede di padre Milani
Il nome di padre Anacleto Maria Milani resterà legato a Follina per il suo coraggioso servizio come parroco e sindaco durante l'occupazione austro-ungarica della prima guerra mondiale. Ma per affrontare giorno dopo giorno tante ingiustizie e sofferenze, doveva trovare certo conforto nella fede, nella spiritualità della sua vita religiosa. In occasione della morte prematura di sua cognata Maria, la corrispondenza con il fratello mostra la sua capacità di riprogrammarsi secondo le croci che la vita riserva. Egli scrive infatti a suo fratello Angelo il 27 gennaio 1934: «Mai il Signore mi ha domandato tante rinunce verso i miei Cari come in questo tempo ma ciò nonostante io ti invito a dire con me: siate benedetto o Signore! Per la malattia di Maria non potei venire, per la morte e sepoltura non potei venire, per il Trigesimo non posso venire, e mi dispiace proprio tanto tanto. Devo ricordarmi che abbracciando la vita religiosa ho rinunciato a me stesso ed al mio gusto e quando penso a questo, niente mi è più pesante, niente mi si rende difficile, ma godo di continuare ad offrire al Signore quello che con Voto ho giurato di dare sempre per tutta la mia vita».
Instancabile restauratore di templi materiali e spirituali, padre Milani ha trascinato con l'esempio altri giovani a lavorare nella vigna del Signore. Ne ricordiamo qualcuno.
- Padre Luigi Sabbadin (1925-2013), nipote di padre Milani. Fu professore di diritto canonico al Marianum, segretario generale dell'Ordine sotto il generalato di Alfonso Montà e di Joseph Loftus e priore provinciale della Provincia Veneta.
- Padre Gerardo Vielmo (1914-1963), concittadino e ammiratore di padre Anacleto. Fu nominato vescovo del Vicariato Apostolico di Aysen (Cile) da Papa Giovanni XXIII, partecipò al Concilio Vaticano II e perì in un tragico incidente aereo. Fu lui che nel 1950 invitò padre Anacleto, già minato dalla malattia, nel convento di Isola Vicentina dove lo assistì negli ultimi anni.
- Padre Clemente Francescon (1912-1986), nato a Premaor di Miane, paesino confinante con Follina. Fu padre Anacleto che lo presentó al priore provinciale dicendo: "Egli da molto tempo desidera far parte dei nostri aspiranti; è buono e dà buonissime speranze".[7] Padre Francescon, umile e grande, sarà uno dei protagonisti della rinata Provincia Veneta e fondatore della Provincia Messicana Archiviato l'11 gennaio 2020 in Internet Archive.. Le contingenze fecero sì che padre Francescon morisse a Follina e fosse sepolto nella cripta del cimitero, proprio accanto alla tomba di padre Milani.

### Vicenza: Monte Berico 1924-1928

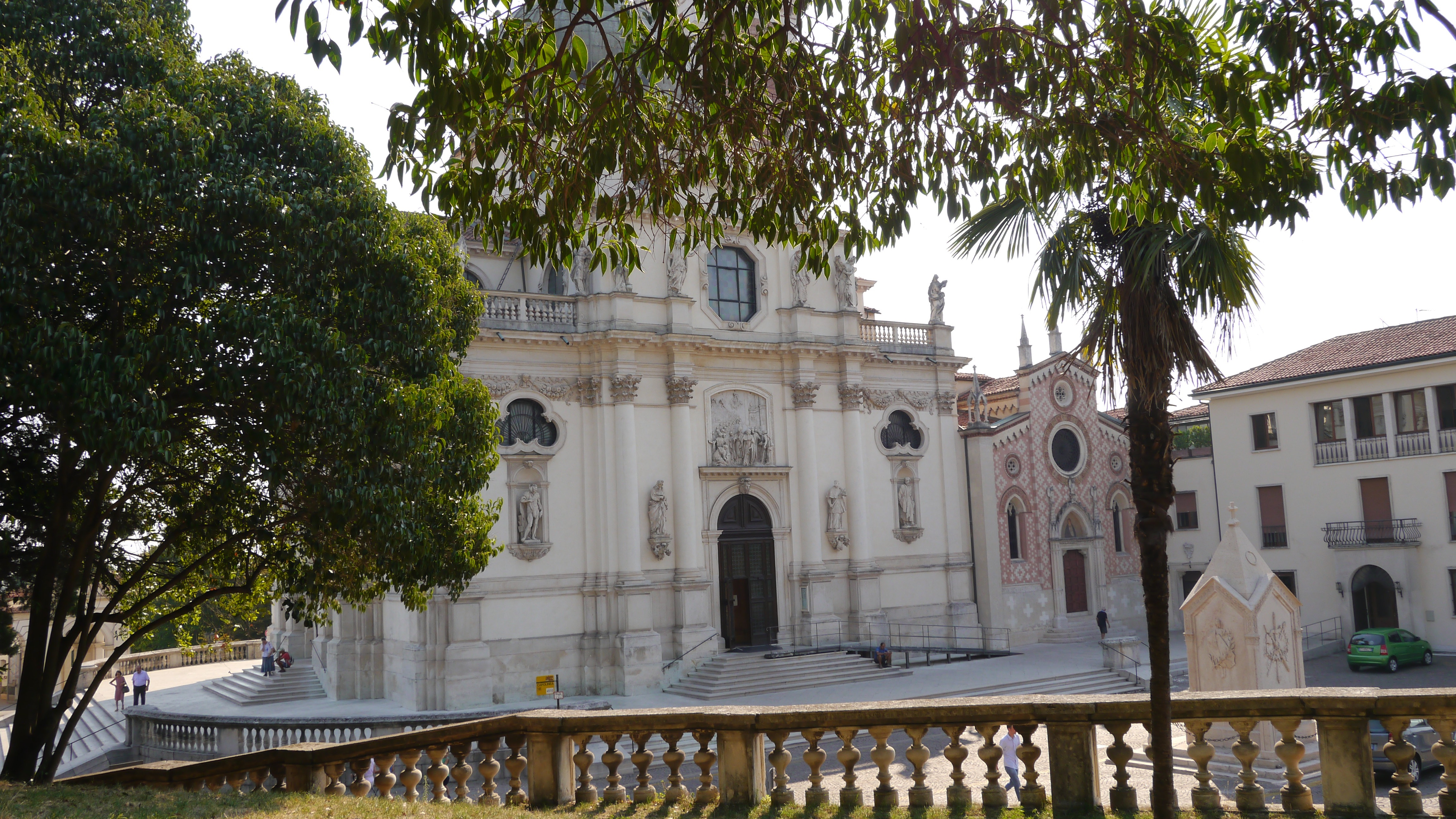
Basilica di Monte Berico: facciata stile barocco e neogotico

Il 12 aprile 1924 padre Anacleto Maria Milani fu nominato rettore del Santuario di Monte Berico. Il Corriere Vicentino del 16 aprile espresse un vivo compiacimento per questa nomina, sottolineando il lavoro pastorale dell'"Abate di Follina" durante l'occupazione austro-ungarica ed il suo impegno per riportare il complesso abbaziale cistercense al suo primitivo splendore. Il 25 aprile, il nuovo rettore si presentò a Vicenza per fare atto di presenza in comunità e presso le autorità ecclesiastiche e civili, ma si stabilì definitivamente nel convento di Monte Berico solo nel luglio 1925.
Il santuario mariano si preparava alle celebrazioni centenarie delle apparizioni a Vincenza Pasini (1426-1428). Lungo i secoli, la chiesa primitiva era stata ingrandita ed abbellita, ma l'altare maggiore era rimasto quello del XVI secolo: «povero di forme architettoniche e più povero ancora nella pietra calcare di cui era costruito». Un nuovo altare doveva essere il ricordo da lasciare delle celebrazioni centenarie. La sistemazione dell'altare maggiore implicava però importanti modifiche architettoniche ed artistiche nella chiesa, in parte di stile neogotico e in parte di stile barocco.

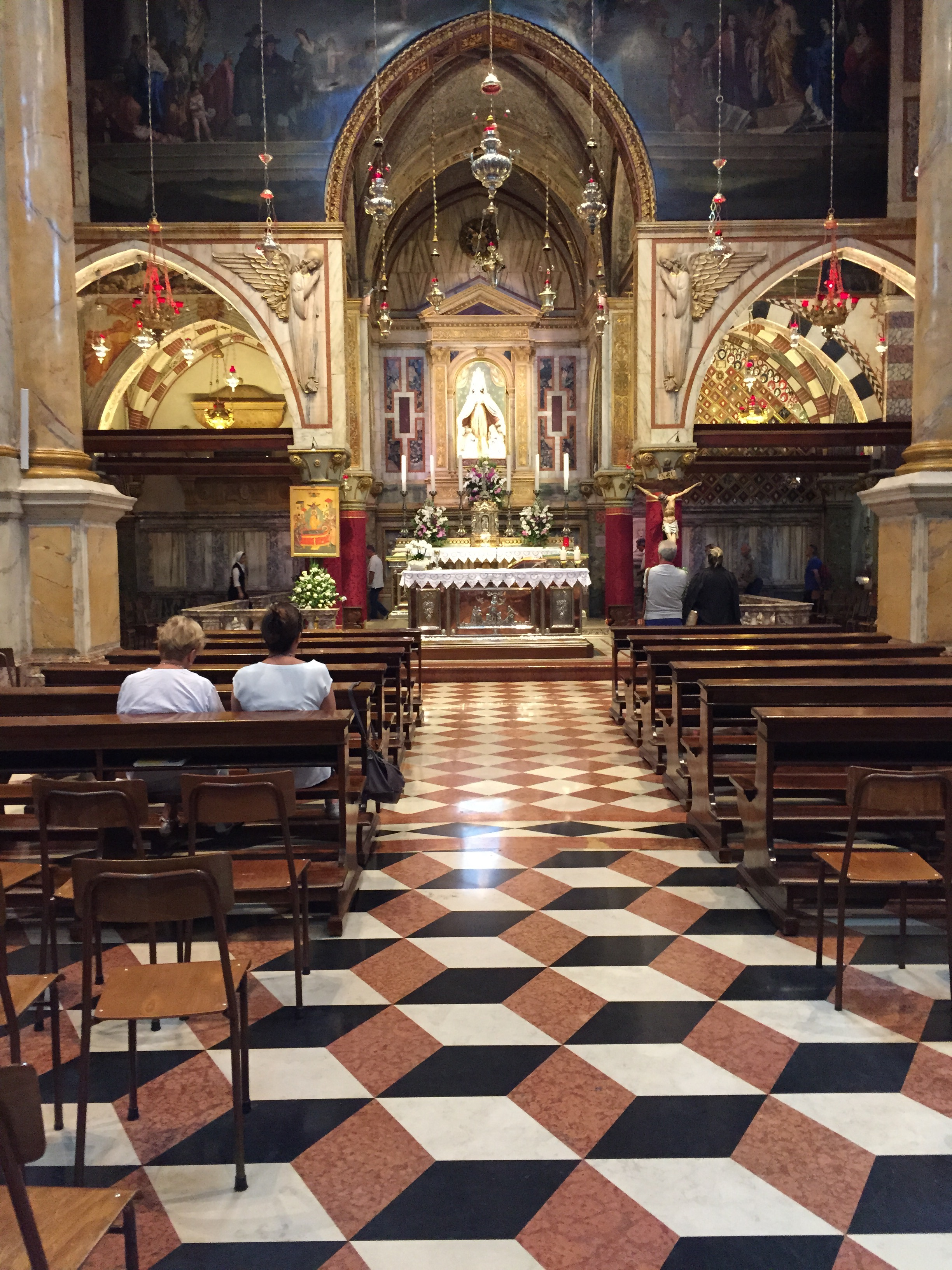
Basilica di Monte Berico: interno

Padre Milani ricorse a Ferdinando Forlati, che aveva già diretto i restauri del complesso abbaziale di Follina. Anche qui, nella Basilica di Monte Berico, l'ingegnere Forlati seppe coniugare armoniosamente l'esistente con il nuovo e creare attorno al presbiterio uno spazio per i fedeli quasi ad abbracciare il celebrante. Tale prossimità dei fedeli con il sacerdote officiante contrastava con la tradizione architetturale precedente, dove la parte riservata al clero era fisicamente separata dai laici. Ugualmente l'altare maggiore fu separato dal muro, permettendo un comodo passaggio fra l'altare ed il basamento della nicchia della Madonna, pure rinnovato con marmi policromi rari.
L'apogeo delle celebrazioni centenarie coincise con la consacrazione del nuovo altare il 2 agosto 1928, con la partecipazione di numerosi fedeli e delle autorità ecclesiastiche e civili. Durante il periodo vicentino padre Anacleto non fu solo l'anima delle celebrazioni centenarie, ma fu anche priore del convento, definitore generale e direttore del periodico mensile La Madonna di Monte Berico.

### Venezia: Sant'Elena 1928-1932

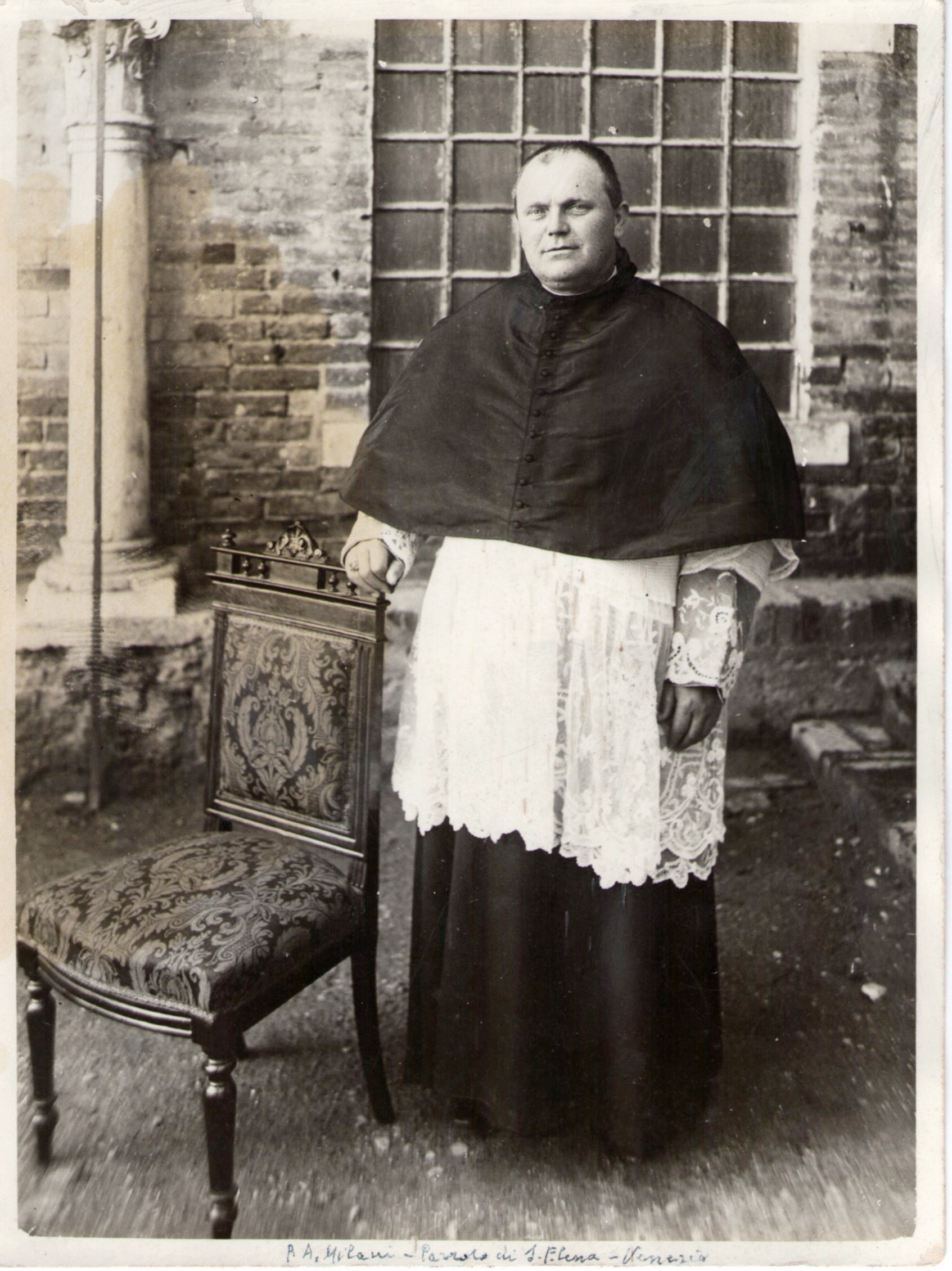
Padre Anacleto Milani parroco di Sant'Elena a Venezia

Il 17 agosto 1929 il priore provinciale, Alfonso Benetti, incaricò padre Anacleto Maria Milani di fondare un nuovo convento nell'isola di Sant'Elena a Venezia e di assumere, da parte dell'Ordine, la funzione di parroco.
Il trasferimento a Venezia fu difficile e doloroso per padre Anacleto: i lavori di restauro del Santuario di Monte Berico, a cui teneva tanto, non erano ancora terminati e a Venezia la chiesa, il convento, la parrocchia, tutto era da ricostruire. La ragione data per la nomina a Venezia fu che padre Milani era il più idoneo a trattare con ingegneri, capi-mastri e amministratori comunali, ma per questo doveva rinunciare ai due uffici che deteneva di fronte all'autorità civile: l'ufficio di parroco di Follina e quello di rettore del Santuario di Monte Berico. Tali nomine infatti non competevano alle autorità religiose.
La corrispondenza epistolare fra padre Milani e padre Benetti svela il conflitto importante fra i due religiosi e le sofferenze di entrambi. Padre Benetti fu certo un grande amministratore dell'Ordine dei Servi di Maria, essendo stato per 12 anni provinciale della Provincia Veneta e per 15 anni generale dell'Ordine, ma tanto padre Benetti era esigente sull'osservanza delle regole e soprattutto dell'obbedienza, altrettanto padre Milani era uno spirito indipendente che difendeva il suo operato. Entrambi hanno contribuito allo sviluppo della Provincia Veneta e dell'Ordine: padre Milani era più un pioniere e padre Benetti più un organizzatore.

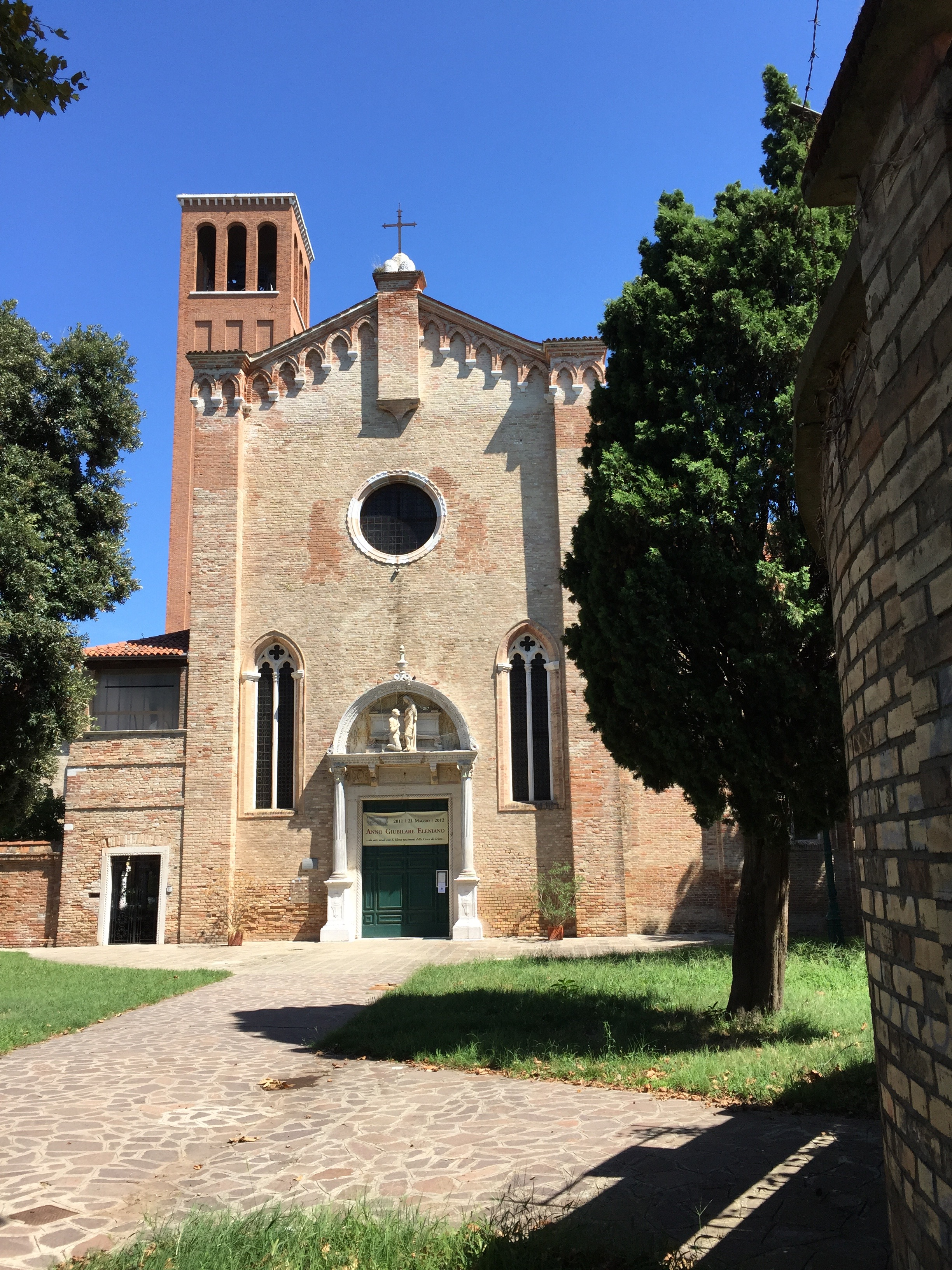
Facciata della chiesa di Sant'Elena dopo i restauri

Nel novecento la Provincia Veneta ha conosciuto altri "elettroni liberi" come Camillo De Piaz, Davide Turoldo ed altri religiosi associati a Nomadelfia. Sono personaggi che cercano di trovare nuove vie per portare il messaggio di Cristo ai contemporanei e che accordano meno importanza all'osservanza delle regole e tradizioni. Ricordiamo qui la lunga amicizia di padre Anacleto e padre Gioachino Rossetto, anche lui un religioso ostracizzato dalle autorità ecclesiastiche in vita e considerato esempio di santità dopo la morte.
Dopo diverse consultazioni e altrettante esitazioni padre Milani si accinse alla restaurazione della chiesa di Sant'Elena. Un'antica chiesa dedicata a sant'Elena, madre di Costantino, esisteva già dall'inizio del secondo millennio per opera degli Agostiniani. Nel XV secolo, con gli Olivetani, la chiesa ed il convento divennero un ricco e importante centro religioso, ma nel 1810, con le soppressioni napoleoniche, la chiesa fu sconsacrata ed il campanile demolito.
Nel 1928, essendo aumentata la popolazione di Sant'Elena, il cardinal Pietro La Fontaine decise di aprire una nuova parrocchia e riutilizzare l'antica chiesa, che affidò ai Servi di Maria. La chiesa ed il convento, abbandonati da più di un secolo, erano in uno stato decadente e richiedevano restauri particolari. Anche qui padre Milani fu aiutato dall'ingegnere Ferdinando Forlati e dal sostegno morale del patriarca La Fontaine, che lo invitava spesso alla sua mensa.
Molto restava ancora da compiere, quando un'altra carica lo chiamò a Roma.

### Roma: San Marcello 1932-1950
Il periodo romano di padre Anacleto Maria Milani iniziò nel 1932 con la sua nomina a consultore generale nel capitolo dell'Ordine che elesse Raffaele Baldini priore generale dei Servi di Maria. Nella stessa occasione padre Anacleto venne eletto anche priore del convento di San Marcello. Fu rieletto nella stessa carica nel 1934. I documenti dell'archivio conventuale informano che padre Milani fu per diversi anni rettore della Chiesa di San Marcello al Corso, procuratore del convento e direttore spirituale dell'arciconfraternita del Santissimo Crocifisso, la quale aveva la sede nella vicina chiesa detta Oratorio del Crocifisso.
Già nel novembre 1932 padre Milani iniziò i lavori per sistemare la seconda entrata alla chiesa da via San Marcello e, negli anni seguenti, li proseguì con importanti restauri delle opere d'arte: l'affresco della Crocifissione, opera grandiosa di Giovanni Battista Ricci da Novara, il dipinto della Madonna dei Sette Dolori nell'omonima cappella, opera di Domenico Corvi, e di mosaici, marmi e decorazioni di altre cappelle. Con tale opera si è ridonato il lustro e lo splendore primitivi all'interessantissimo edificio. Nel 1933 si tennero nella chiesa e nel convento solenni festeggiamenti per il VII centenario dell'Ordine dei Servi di Maria, al successo dei quali molto contribuì padre Anacleto.

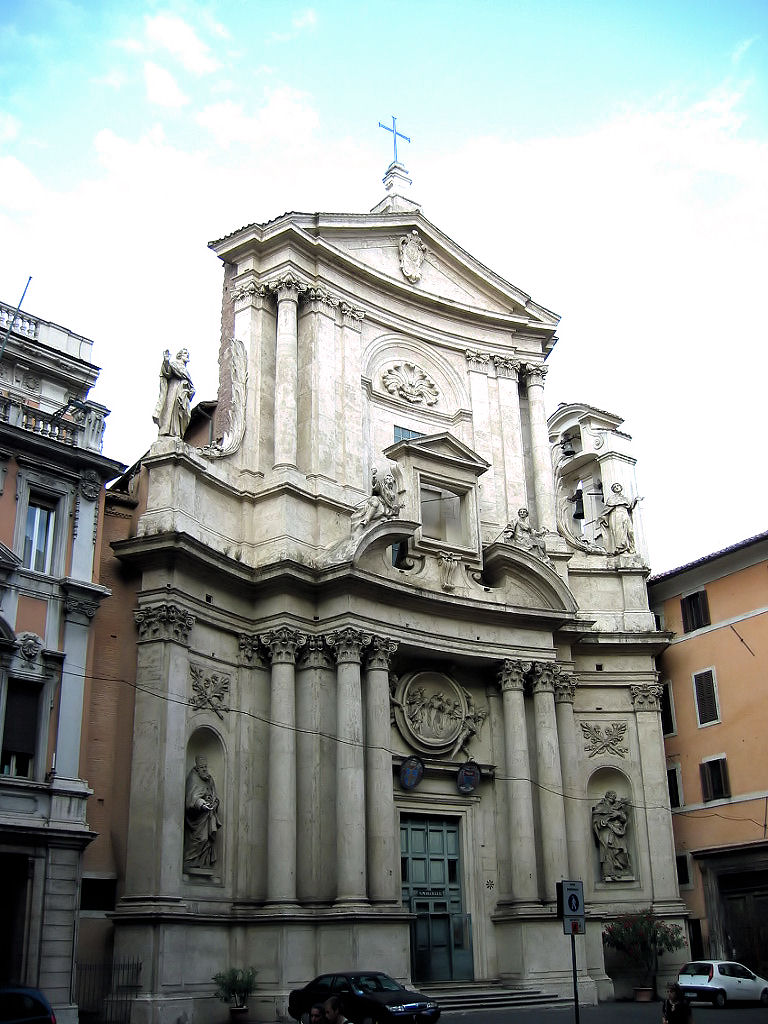
Chiesa di San Marcello al Corso

Nel 1935, per decisione concorde del consiglio generalizio e del consiglio provinciale della Provincia religiosa Romana, alla quale apparteneva il convento di San Marcello, questo fu ceduto all'Ordine, diventando "casa generalizia", cioè posta sotto la diretta giurisdizione del priore generale. La provincia romana ottenne nel contempo il nuovo convento e la nuova chiesa parrocchiale in Roma dedicata ai Sette Santi Fondatori. In seguito a tale cambiamento il priore generale nominò padre Milani come rappresentante dell'Ordine, affidandogli il compito di recuperare i locali dell'antico convento di San Marcello in possesso del Demanio.
È utile ricordare qui che il Regno d'Italia, con le leggi dell'incameramento, aveva soppresso Ordini e Corporazioni religiose e incamerato i loro beni patrimoniali. Dopo la Presa di Roma nel 1870 la confisca dei beni ecclesiastici fu estesa anche ai territori dell'ex Stato Pontificio. Quando Roma divenne la capitale del Regno d'Italia, il primo immobile ad essere espropriato, in forza del regio decreto del 31 ottobre 1873, fu precisamente quello di San Marcello. L'esproprio fu eseguito il 17 novembre 1873. Una grande parte del convento di San Marcello fu occupata dall'ufficio amministrativo della Pubblica Sicurezza.
L'abbondante corrispondenza intercorsa tra padre Milani ed enti pubblici e personalità politiche e religiose durante gli anni 1936-1942 testimonia il lavoro da lui svolto con grande impegno e le difficoltà incontrate per riottenere in proprietà almeno una parte dei locali dell'antico convento, che i Servi di Maria avevano avuto da Urbano V nel 1369 e che, essendo l'edificio in condizioni fatiscenti, avevano ricostruito a loro spese. Alla fine si ebbe come risultato non la restituzione in proprietà dei locali, ma lo scambio di locali con l'assegnazione ai religiosi di quelli più ampi e più convenienti alla vita dell'importante comunità religiosa. Il 7 dicembre 1942 venne firmato il "Verbale di consegna provvisoria da parte del Demanio dello Stato al Fondo di Beneficenza e Religione nella Città di Roma e da questo all'Ordine dei Servi di Maria, di locali facenti parte del fabbricato demaniale di San Marcello al Corso in Roma.
Il 2 agosto 1943 fu inaugurato il nuovo refettorio nei locali dove anticamente si trovava la biblioteca del convento: «La sala è stata interamente trasformata: pavimento alla veneziana con lo stemma dell'Ordine in mezzo, pareti rivestite di marmo, due grandi trifore che danno luce abbondante al locale, il soffitto a cassettoni rimesso in buono stato danno al refettorio un aspetto sobrio ed elegante».
Alla fine delle notizie, riportate nella Series Chronologica 1900 - 1999 dell’archivio conventuale, circa i tentativi fatti dall'Ordine per rientrare in possesso almeno dei locali avuti in uso e circa l'attività di padre Milani, è detto che quei tentativi sono falliti. Infatti l'Ordine dei Servi di Maria ancor oggi versa al Demanio annualmente l'affitto a titolo puramente ricognitorio. 
Inoltre, il contratto stipulato nel 1985 tra Demanio e Servi di Maria, ancor oggi vigente, prevede che, per utilità pubblica, in qualsiasi momento, i religiosi possano essere dimessi da questa loro storica sede. Prova di questa perdurante precarietà è il fatto che, negli ultimi anni del secolo scorso, il Demanio tolse d'autorità due locali, adibiti dai frati a libreria religiosa - la quale, tra l'altro, dava vita all'importante via dei SS. Apostoli che unisce via del Corso con Piazza SS. Apostoli e vi collocò la centrale termica del Commissariato di Polizia, con la prosaica porta metallica di accesso sulla strada.

### Isola Vicentina: Santa Maria del Cengio

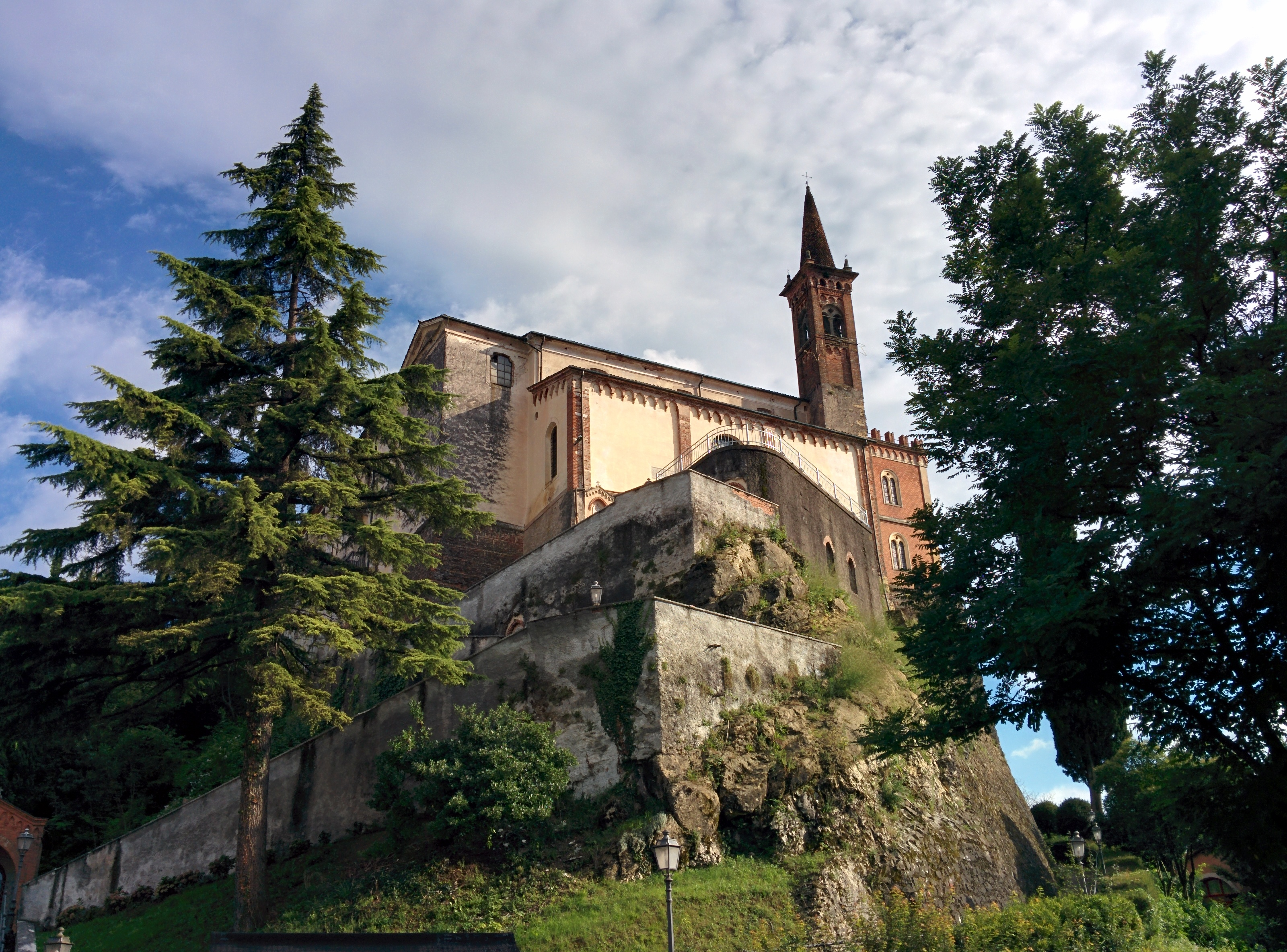
Chiesa e Convento dei Servi di Maria a Isola Vicentina

Il 22 dicembre 1949 il priore generale Alfonso Benetti informò l’Arciconfraternita del Santissimo Crocifisso che padre Anacleto Maria Milani, per ragioni di malferma salute, non era più in grado di svolgere il servizio di padre spirituale. Il padre Gerardo Vielmo, che conosceva bene padre Anacleto, lo invitò nel suo convento di Santa Maria del Cengio a Isola Vicentina, dove era priore e maestro dei novizi. Padre Vielmo ebbe un'attività pastorale simile a quella di padre Milani: anch'egli fu nominato priore e parroco di Follina; ugualmente dovette fondare, durante la seconda guerra mondiale, la nuova parrocchia della Beata Vergine Addolorata in San Siro a Milano; pure lui fu eletto consultore generale dell'Ordine e divenne priore del convento e rettore della Chiesa di San Marcello. Padre Vielmo ed i novizi prestarono una continua assistenza a padre Milani nell'ultimo periodo della sua vita. Padre Michele Stocco, allora novizio, ricorda ancora oggi la cura giornaliera prodigata a padre Milani, particolarmente negli ultimi mesi della sua esistenza.
Padre Anacleto Maria Milani si spense il 6 febbraio 1952. Egli aveva manifestato più volte il desiderio di essere sepolto a Follina ai piedi della sua Signora (ad pedes Dominae suae, come diceva lui). L'8 febbraio, dopo le esequie a Isola Vicentina, giunse a Follina la sua salma, accolta dalle autorità civili, religiose e da numerosi fedeli: «Al centro della navata maggiore, le spoglie mortali di padre Milani, ai piedi della Vergine benedetta, da lui tanto onorata in vita, trascorsero l'ultima notte del suo pellegrinaggio». L'indomani, dopo la solenne ufficiatura, la bara fu trasportata al cimitero nella cripta della Cappella, fatta costruire dallo stesso padre Milani nei primi anni del suo apostolato a Follina.

## 2015: Centenario dei Servi di Maria a Follina

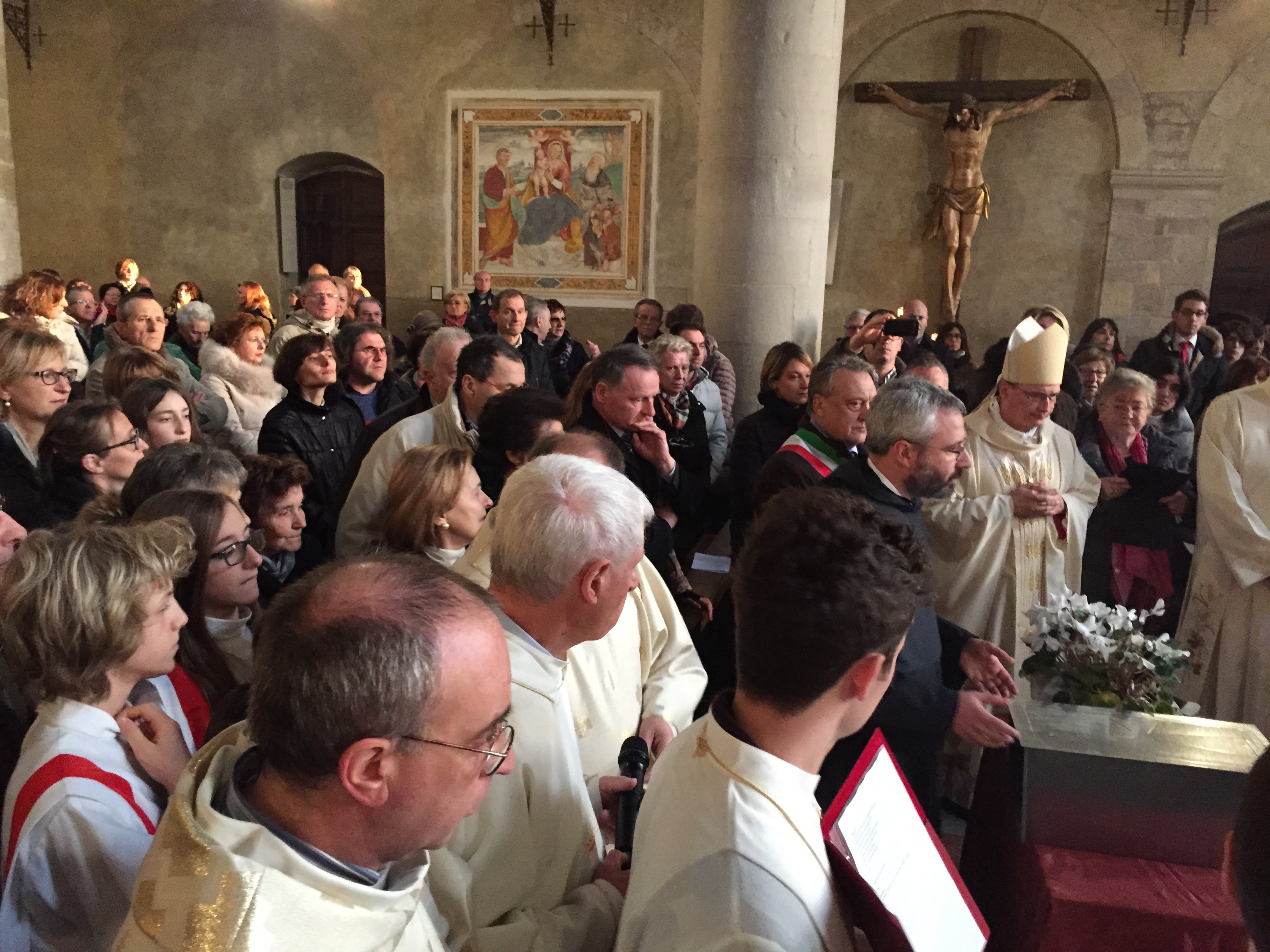

Il 25 gennaio 2015 la Provincia Veneta dei Servi di Maria diede inizio alle celebrazioni del centenario della presenza dei suoi religiosi a Follina. Essendo stato la pietra angolare della relazione tra i frati e i follinesi, la comunità ha voluto dare avvio ai festeggiamenti trasportando i resti mortali di padre Milani dal cimitero follinese alla Basilica, "ai piedi della sua Signora", rendendo perenne il ricordo del suo servizio in paese.
La traslazione e la presentazione del libro “Alle origini di una presenza centenaria dei Servi di Maria a Follina” scritto da Licinio Lea in collaborazione con la comunità servita, sono stati non solo l'inizio di un anno di festeggiamenti, ma anche il toccante recupero di una storia che ormai pochi ricordavano. Una storia che, riguardando sia l'ambito civile che quello religioso, ha visto la Parrocchia e il Comune affiancati non solo nella programmazione degli eventi ma anche nell'accompagnare, Parroco e sindaco assieme, i resti di Padre Milani all'interno dell'Abbazia. 
L'anno 2015 è stato da quel momento ritmato da incontri della Famiglia dei Servi, momenti di preghiera, conferenze a tema mariano, eventi artistici, pellegrinaggi, concerti, celebrazioni civili. Essendo stato il 2015 anche l'anno del ricordo della Grande Guerra, Follina ha avuto la possibilità di rischiarare la memoria buia dei conflitti con l'immagine luminosa di un uomo dedito al bene come fu padre Anacleto Maria Milani.